# Ontwikkelingseconomie
Ontwikkelingseconomie is het deelgebied van de economie dat zich bezighoudt met de economische aspecten van ontwikkelingsvraagstukken in ontwikkelingslanden. De focus ligt niet alleen op methodes voor het stimuleren van economische groei en structurele verandering maar ook op het verbeteren van de mogelijkheden voor de bevolking, bijvoorbeeld op het gebied van medische zorg, onderwijs en werkomstandigheden. Ontwikkelingseconomie houdt zich bezig met het ontwikkelen van theorieën en methodes die helpen bij de keuze van beleidsopties op zowel regionaal, nationaal als internationaal niveau. Dit kan betrekking hebben op het herconstrueren van marktstimulansen of het gebruik van wiskundige methoden voor inter-temporale optimalisering voor projectanalyse, of het kan een mix zijn van kwantitatieve en kwalitatieve methodes. In tegenstelling tot andere gebieden van de economie, bevatten benaderingen in ontwikkelingseconomie vaak sociale en politieke factoren.